# Perets
Perets (ucraïnès: Перець, "Pebre") és una revista il·lustrada satírica i humorística ucraïnesa. Juntament amb la moscovita Krocodil, Perets va ser una de les revistes còmiques més populars a l'URSS.

## Txervoníi perets
La revista es va fundar a l'aleshores capital de l'RSS d'Ucraïna, Kharkiv, com a Червоний Перець ("Pebre roig") el 1927, traslladant-se a Kíev el 1941. La crítica literària associa el desenvolupament de la sàtira i l'humor a l'inici de l'etapa soviètica a dos factors: la creativitat artística de les masses, cridades per la revolució a la construcció social activa, i els discursos satírics, sobretot polítics i d'agitació de Maiakovski i Demian Bedni. L'humor ucraïnés es va valorar com un exemple motivador. Poemes satírics, humorístics, i faules dirigides contra la Guàrdia Blanca i la contrarevolució estrangera van ser publicats a les pàgines dels diaris de l'Exèrcit Roig i també als civils. Paral·lelament, a la premsa del camp contrari van aparéixer publicacions satíriques impregnades de sentiment antibolxevic i antiintervencionista, testimoni de les esperances de la part de les masses que va associar l'alliberament social i el renaixement nacional d'Ucraïna amb la construcció de una Ucraïna independent.
Els dos primers números de la revista Txervoníi perets es van publicar a Kharkiv el 1922. Ostap Vixnia va participar en l'organització i edició de la revista juntament amb Vasil Ellan-Blakitni. Malauradament, per dificultats econòmiques, el tercer número no va sortir.
La revista va ser restaurada com un quinzenal, publicat en ucraïnès entre 1927 i 1934 a Kharkiv com a suplement de les "Notícies del Comitè Executiu Central d'Ucraïna ", editor - Vasyl Chechvyansky, tirada - 27.150 còpies. La gran popularitat de la revista va ser assegurada per Ostap Vixnia, que, segons alguns crítics literaris, va ser l'escriptor més popular després de Taràs Xevtxenko.
A la dècada del 2000 tenia una tirada d'uns 13.000 exemplars, molt per sota del seu màxim de 3.000.000 a finals de la dècada de 1970, quan estava a prop de rivalitzar amb la desapareguda revista en llengua russa de Moscou Krokodil. Des de la dècada del 2010, Perets és un mitjà exclusivament digital.